# Eddie Peake

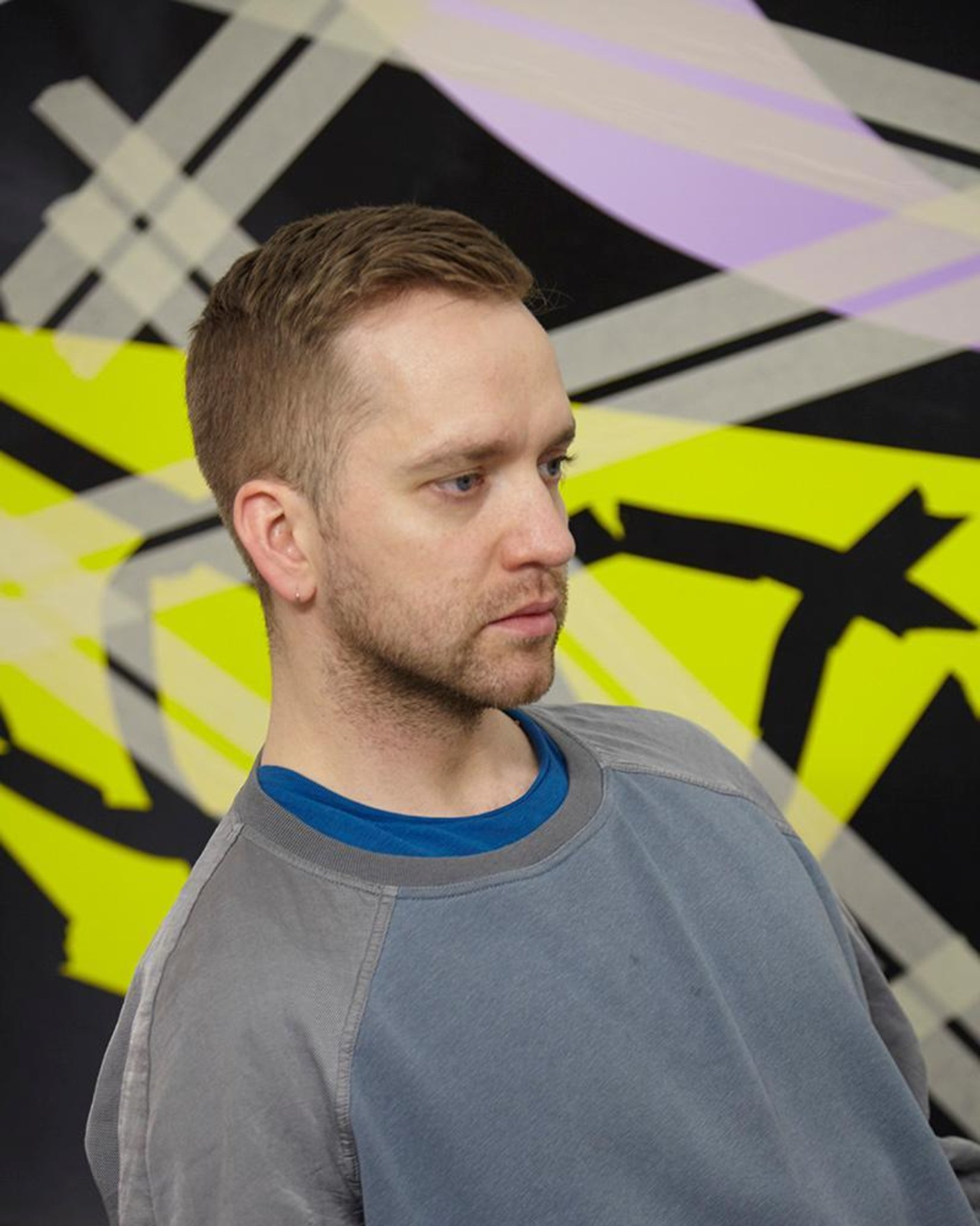
Peake, 2016

Eddie Peake (Londres, 1981) es un artista británico que trabaja varias formas (vídeo, audio, fotografía, pintura, instalación...) concentrándose en los lapsos y vacíos inherentes en el proceso de traducir entre el lenguaje verbal y otros modos de comunicación.

## Biografía
Es nieto del escritor Mervyn Peake. Su madre es la Phyllida Barlow y su padre el poeta Fabian Peake. Se graduó en la Slade School of Fine Art en 2006 y en la Royal Academy of Arts en 2013.

## Exposiciones en solitario
- 2018 – White Cube, Londres
- 2015 – Barbican Art Gallery, Londres
- 2013 – Focal Point Gallery, Southend